# Wii U
Wii U（ウィー ユー）は、任天堂が開発し、2012年末に発売した家庭用ゲーム機。発売当初のキャッチコピーは「はじめまして スーパーなWii Wii Uです。」であった。生産終了は2017年で、新規タイトルは2021年まで発売された。

## 概要
累計出荷台数1億台を記録したWiiの後継機として開発された。「Wii U」という名称は、Wiiが「We（私たち）」に由来するのに対し、「You（あなた）」のゲーム機になるようにという想いを込めて名付けられたもの。コンセプトは「集まればWii U。ひとりでも、みんなでWii U」。日本のCMでは「スーパーなWii」という表現も用いられている。
本機は液晶ディスプレイを搭載したコントローラ「Wii U GamePad」が同梱され、テレビ・GamePadとの2画面で、あるいはGamePad画面のみでゲームを遊ぶこともできるなど全く新しいゲーム機である。Wii用ソフトの後方互換があり、Wiiリモコンとの接続にも対応している。
本体は前世代機Wiiより少し長いくらいのサイズであるが、ニンテンドー ゲームキューブ(GC)用ソフトの後方互換が排除された影響で、GC用コントローラー端子やメモリーカードスロットが削減されている。また、任天堂のゲーム機としては初めてHDMI出力端子が搭載され、5.1chサラウンドに対応し、最大1080pのデジタル映像出力にも対応しているが、PowerPCの性能上の都合からほとんどの場面においてはネイティブ解像度が720pになる(Xbox360と同じアップスケーリング方式)。
しかし任天堂のゲームソフトはローンチタイトルから次のタイトルを発売するまで3ヶ月以上を要し、WiiのWii Sportsなど前世代機のように初期に反響の大きいソフトが不足した。最終的なサードパーティーも日本では16社と少なかった。個々のタイトルとして販売数が好調だったのもあるが、全体としてソフトウェアの展開は低調であった。2013年に登場したPlayStation 4とXbox Oneがどちらもx86系CPUを採用したことで互換性がとりづらくなり、AAA級作品の開発がサードパーティーで難しくなったことも要因である。発売末期には海外市場のサードパーティー企業が日本のサードパーティー企業の数を逆転する現象が発生していた。その一方で、2015年に発売されたスプラトゥーンやスーパーマリオメーカーというキラータイトルが日本で主に売れていた時期も存在した。この結果から市場間でのリージョンロックがNintendo Switchで廃止される要因となった。
本体の出荷台数は不振だった同社2世代前のニンテンドー ゲームキューブよりも少なかった。
現行ハードとして最後の年となった2017年1月31日に日本国内での生産を終了した。2023年3月28日にはニンテンドーeショップのサービスを終了した。
また、2024年4月9日にオンラインプレイのサービスを終了した。このオンラインプレイはWiiとは異なりサードパーティー製ゲームにも影響を与えたため、すべての作品は同時にオンラインプレイが不可能になった。

## 歴史
- 2010年
  - 2月 - GameSpotのインタビューに答えた任天堂アメリカのCammie Dunawaysの言葉から、新型Wiiの公式発表は2011年6月であり、1年以上先であるとされた[13]。
- 2011年
  - 4月25日 - Wiiの後継機を開発していること、さらに発売予定時期が2012年と公式発表[14]。
  - 6月7日 - アメリカのゲームエキスポ"E3"において名称と概要が公式発表された[15]。
  - 6月8日 - 当時社長の岩田聡はロイターのインタビューに応じ、E3会場での手応えは大きかったと強調した上で、任天堂の株価がWii U発表後に下落したことについて、会場での反応とかみ合わないので違和感があったと述べた[16]。
- 2012年
  - 1月 - 同年の年末商戦期に日米欧豪市場で発売予定であることが発表された[3]。
  - 6月5日 - E3において最終形が披露され、コントローラの名称などの詳細情報が更新された[2]。同イベントにおいて、Wii U プロデューサーの江口勝也は「Wii Uでは、ある想定した本体価格に配慮してパフォーマンスを決定した。結果、皆さんや私の（笑）お小遣いで買える本体価格にすることができたと思う」という主旨の発言をしていた[17]。
  - 9月13日 - 「ニンテンドーダイレクト・Wii U発売に関するプレゼンテーション」において発売日と価格、スペックなどが発表された[18]。
  - 10月6日 - 日本国内で予約開始。
  - 11月18日 - 北米で発売[19]。
  - 11月30日 - 欧州と豪州で発売[19]。
  - 12月8日 - 日本国内で発売。『モンスターハンター3（トライ）G HD Ver. Wii Uプレミアムセット』も同時発売。
    - 欧米での発売後、初回起動時に必要なネットワークアップデートに長時間を要することなどにユーザーから苦情があり、任天堂は日本での発売前に注意喚起をウェブサイトに掲載した[20]。
    - メディアクリエイトの調査によると、発売2日間での本体売上台数は約30万8000台、ソフト装着率は1.22。それぞれWiiの約35万台、1.88を下回った。本体の消化率は約90パーセントを記録。また、年内の累計販売台数は63万8339台だった[21]。

  - 12月8日 - YouTube、ニコニコ動画、Huluのサービス開始。
- 2013年
  - 2月7日 - Googleとの連携サービス『Wii Street U powered by Google』がサービス開始。
  - 3月30日 - 『ドラゴンクエストX 目覚めし五つの種族 オンライン Wii Uプレミアムセット』発売。
  - 4月17日 - Wii U向けバーチャルコンソールが正式サービス開始。第一弾はファミリーコンピュータの星のカービィ 夢の泉の物語。
  - 4月25日 - MiiverseのWeb版がサービスを開始。（このサービスは2017年11月8日午後3時をもって終了）
  - 4月27日 - バーチャルコンソールでスーパーファミコンタイトルの配信開始。
  - 5月 - エクシングが、『Nintendo×JOYSOUND Wii カラオケU』のシステムを応用した業務用通信カラオケシステムの一体型モデル「JOYSOUND　FESTA」（ジョイサウンド フェスタ）を販売開始[22]。
  - 7月13日 - プレミアムセットに本体カラー・シロ（shiro）が追加。
  - 7月31日 - 任天堂の公式発表[23]により本年度第一四半期（4〜6月）の世界販売台数が16万台であることが発表された。
  - 8月1日 - バンダイチャンネルのサービス開始。
  - 8月8日 - 『どうぶつの森 こもれび広場』、出前館のサービス開始。
  - 8月29日 - 『ゼルダの伝説 風のタクト HD』を同梱した限定版本体の発売を北米と欧州向けに発表[24]。
  - 10月30日 - 任天堂の2013年4-9月期決算が発表され、半年間の全世界におけるWii Uの販売台数は46万台と発表された[25]。
  - 10月31日 - 『Wii U すぐに遊べるファミリープレミアムセット』、『Wii U すぐに遊べるファミリープレミアムセット＋Wii Fit U』発売。
  - 12月25日 - バーチャルコンソールでPCエンジン、MSXタイトルの配信開始。
- 2014年
  - 1月17日 - 任天堂がWii Uの年度販売目標を900万台から280万台に引き下げ[26]。
  - 1月30日 - 任天堂がWii U GamePadで遊べるニンテンドーDSのバーチャルコンソールを発表。
  - 3月27日 - 『Wii U すぐに遊べるスポーツプレミアムセット』発売。
  - 4月1日 - 消費税増税に伴い、ニンテンドーeショップの全コンテンツが消費税率5%から8%に引き上げられた。
  - 4月3日 - バーチャルコンソールでゲームボーイアドバンスタイトルの配信開始。
  - 5月7日 - Wii Uの生産が停止していることが岩田社長の発言で明らかになった[27]。
  - 5月7日 - 任天堂は決算報告で年度売上が272万台と報告[28]。
  - 6月4日 - バーチャルコンソールのニンテンドーDSタイトルの本格配信開始に先駆け、『脳を鍛える大人のDSトレーニング』が6月30日までの期間限定で無料配信される。
  - 7月22日 - ニンテンドーeショップでの支払い決済で交通系電子マネー（Suica/PASMO/Kitaca/TOICA/manaca/ICOCA/SUGOCA/nimoca/はやかけん）が使えるようになった。
  - 11月13日 - 『Wii U すぐに遊べるマリオカート8セット』発売。
- 2015年
  - 1月16日 - Wiiディスクソフトのダウンロード版の配信が始まる。第一弾は『スーパーマリオギャラクシー2』。
  - 2月25日 - 楽天SHOWTIMEのサービス開始。
  - 4月1日 - YNNのサービス開始。
  - 4月2日 - バーチャルコンソールでNINTENDO 64タイトルの配信開始、ニンテンドーDSタイトルの本格配信開始。
  - 4月29日 - 『Wii U ゼノブレイドクロスセット』発売。
  - 9月2日 - Netflixのサービス開始。
  - 9月10日 - 『Wii Uスーパーマリオメーカースーパーマリオ30周年セット・スーパーマリオメーカーセット』発売。
  - 11月12日 - 『Wii U スプラトゥーンセット』発売。
  - 12月26日 - 『Wii U 幻影異聞録♯FE Fortissimo Editionセット』発売。
- 2016年
  - 3月18日 - 『Wii U ポッ拳 POKKÉN TOURNAMENTセット』発売。
  - 3月23日 - 日本経済新聞が販売不振からWii Uの生産を2016年内に終了すると報道[29]。任天堂広報部は取材に対し「報道内容は任天堂からの発表ではなく、来期以降もWii Uの生産を続ける予定である」と回答した[30]。
  - 4月27日 - 任天堂社長の君島達己が決算会見において新型ゲーム機「NX」（コードネーム、現Nintendo Switch）の生産に注力するため、Wii Uの生産を2018年3月期に終了する可能性があると発言[31]。
  - 11月1日 - Eurogamerが「複数の情報源によると今週の金曜日（11月4日）にWii Uの生産が終了する」と報じる[32]。これついて任天堂はねとらぼの取材に対して「Wii Uの発売を予定しているタイトルがあるため、生産は続ける予定である」と否定した[33]。
  - 11月11日 - 任天堂公式サイトにWii Uが近日生産終了予定（日本国内）であることが記載される[34]。
- 2017年
  - 1月31日 - 任天堂公式サイトに国内向けのWii Uが全て生産終了したことが記載される[35]。Wiiシリーズでは、10年[注 5]1ヶ月の歴史に幕を下ろした。
  - 3月3日 - 任天堂が発売する最後のWii U用ソフト『ゼルダの伝説 ブレス オブ ザ ワイルド』発売。同日、次世代機である『Nintendo Switch』発売。
  - 11月8日 - Miiverse（ソフト内の投稿）・Nintendo TVii・Wii U Chatのサービスが終了。4年11ヶ月のサービスに幕を下ろした。
- 2021年
  - 7月20日 - ニンテンドー3DSシリーズおよびWii U内のニンテンドーeショップにおけるクレジットカードや交通系電子マネーによる残高追加を終了することが発表された。[36]
- 2022年
  - 1月18日 - クレジットカードや交通系電子マネーを用いた残高の追加が終了。
  - 2月16日 - 任天堂公式サイトに、ニンテンドー3DSシリーズおよびWii Uの「ニンテンドーeショップ」サービス終了に関するお知らせが発表された[11]。
  - 8月30日 - ニンテンドーeショップへの残高追加が終了。
- 2023年
  - 3月28日 - 「ニンテンドーeショップ」サービス終了。(購入したソフトや追加コンテンツの再ダウンロードや更新データのダウンロードなどは継続)
  - 5月23日 - 修理用部品の保有期間の経過に伴い、保有している部品の在庫がなくなり次第、修理サービスを終了することを発表[37]。
  - 10月4日 - ニンテンドー3DSシリーズおよびWii Uのオンラインプレイサービス終了に関するお知らせが発表された[38]。
- 2024年
  - 4月9日 - ニンテンドー3DSシリーズおよびWii Uのオンラインプレイサービスが終了[12]。
  - 7月3日 - 修理サービスを終了[39]。

## 販売台数
| 会計年度 | 年度別（万台） | 年度別（万台） | 年度別（万台） | 年度別（万台） | 累計（万台） | 累計（万台） | 累計（万台） | 累計（万台） |
| 会計年度 | 国内           | 米大陸         | その他         | 計             | 国内         | 米大陸       | その他       | 計           |
| -------- | -------------- | -------------- | -------------- | -------------- | ------------ | ------------ | ------------ | ------------ |
| 2013年   | 92             | 152            | 101            | 345            | 92           | 152          | 101          | 345          |
| 2014年   | 89             | 129            | 55             | 272            | 181          | 281          | 156          | 617          |
| 2015年   | 53             | 185            | 100            | 338            | 233          | 465          | 256          | 954          |
| 2016年   | 80             | 154            | 91             | 326            | 313          | 620          | 347          | 1,280        |
| 2017年   | 20             | 29             | 26             | 76             | 334          | 649          | 374          | 1,356        |

## ハードウェア

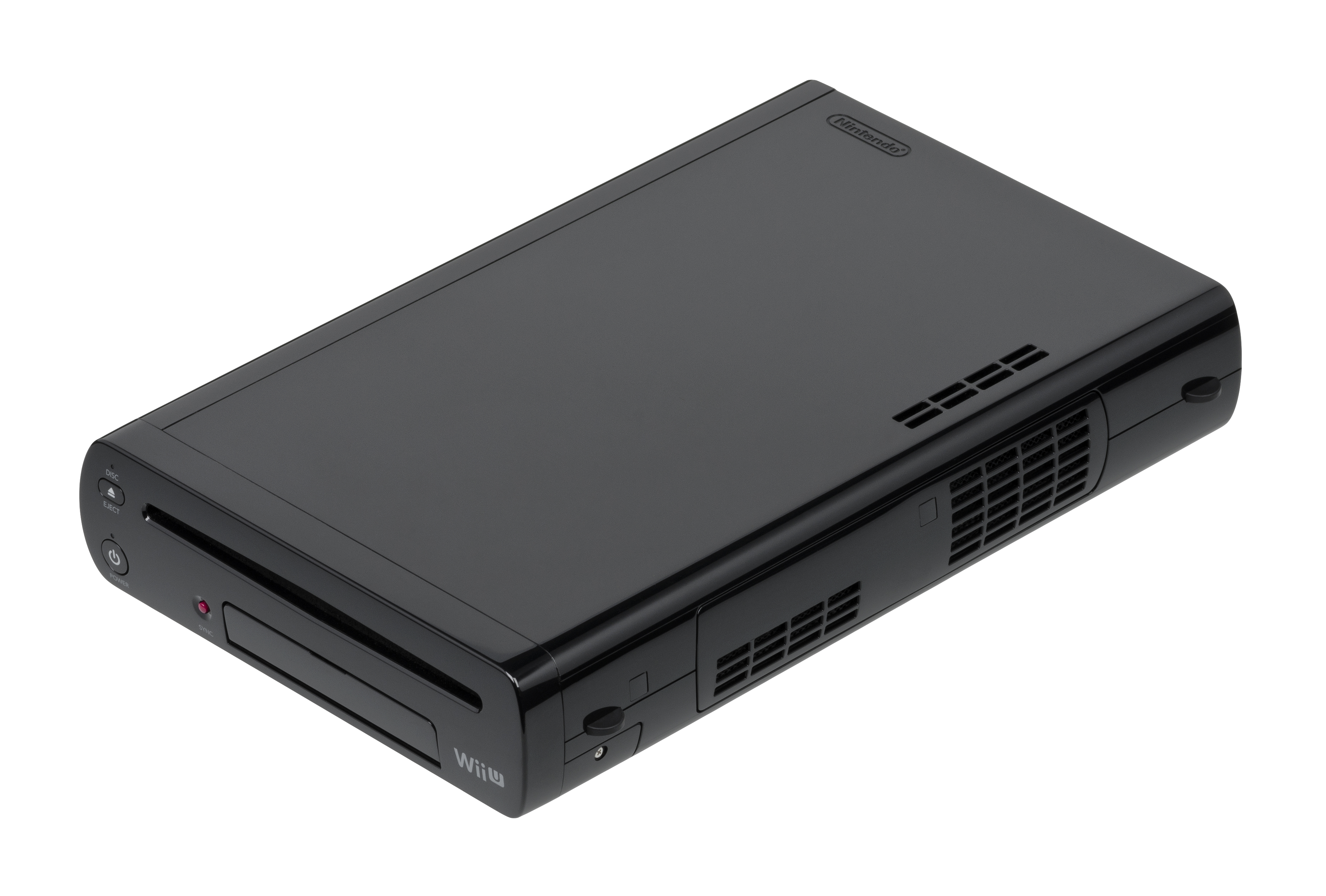
Wii U本体（黒）

ニンテンドーゲームキューブ、Wiiに引き続き、IBM製のCPUとAMD製のGPUを搭載。AMDのチャネルマーケティングマネージャーであるマーク・ディアナ（Marc Diana）は「Wii UのGPUはAMD Radeon HD GPU（RV770系）であり、詳細スペックは明かせないが、確実にいえるのはPlayStation 3やXbox 360のどちらのGPUよりもパフォーマンスが高いということだ」と述べている。コントローラ（Wii U GamePad）に出力するサブ画面を含めたデュアルディスプレイの処理能力を有する。GPGPUにも対応している。
任天堂はWii Uの性能面の質問に「背景事情が存在するが、他社さんのプラットフォームに対しては発売後6から7年間、オプティマイズ（最適化）をして性能をチューニングし続けたエンジンが作られている一方で、Wii Uは、それらとは多少異なるアーキテクチャーで、今年ソフトを作りはじめたばかりのプラットフォームなので、まだ性能のポテンシャルを使いこなす途中段階である」と、性能を引き出すには数年はかかる旨を発言している。

### 開発
Wii Uの発売前は、据置型ハード・携帯型ハードであったWiiとDSが大成功を収めていた。しかし、Wiiはリビングのテレビにつなげられる事が多かったこともあり、テレビを見るときにはゲームができず、誰かがゲームをやっているときはテレビが見られず、ひとりでじっくり遊ぶタイプのものとは相性が悪かった。そのため携帯型ゲーム機のシェアが拡大する中、据置型ゲーム機のシェアは縮小傾向だった。そこで、当時任天堂社長であった岩田聡が中心となって案を出し合い、2画面のアイデアが生まれ、テレビを占有せずにリビングのテレビでゲームが楽しめるように、新規にWii U GamePadが開発された。
これによってWii Uはテレビを使わない遊びも可能になり、従来の据置型のゲーム機との位置づけが変化した。そのため従来との区別として任天堂では「新しい据置型ゲーム機」ではなく「新しいゲーム機」と表記しており、それに伴い「据置」という言葉を使わずに「ホームコンソール型ハード」という表現を使用しているが、規格上は据え置き機である。
開発者向けには以下の機能が用意された。
- 『GDC2012』で任天堂がHavokやAutodeskとライセンス契約を締結したとプレスリリースで発表があった[42]。これによりWii Uプラットフォームのゲーム開発者向けにHavok PhysicsとHavok Animationの技術、Autodeskのゲームウェア技術が提供が可能となる。
- 『GDC2013』ではUnityのWii Uでのサポート、登録デベロッパーへの「Unity for Wii U」の無料提供、ニンテンドーeショップ向けタイトル配信の容易化が発表された[43]。
- 「開発者人口の拡大」として「Nintendo Web Framework」というWii U向けフレームワークが発表用意された[44]。HTML5、JavaScript、HTTP、CSSといった言語をサポートし、「Web Platform」の開発者を対象としている。「将来的に個人の開発者の方も対象に考えたい」としている[45]。

### デザイン
ハード本体は前世代のWiiよりも柔らかみのある丸味を帯びた形となっている。縦置き前提のデザインであったWiiとは違い横置きが標準となっており、印字も横置きにしたときに自然に読めるようになっている。縦置きには別売り（プレミアムセットは本体同梱）のスタンドが必要になる。サイズはWiiよりひと回り大きく、厚みはほとんど変わっていないものの、奥行きが増している。前世代機の「Wii」のディスクスロットランプが廃止された。

前面

前面はWiiと同じようなデザインで、周辺機器を接続するためのSYNCボタンがカバーの外に配置され、カバーの中にはSDメモリーカードのスロットとUSB2.0端子が2基配置されている。また、背面にはWiiと同規格のAVマルチ出力端子、センサーバー接続端子、USB2.0端子2基とHDMI端子が配置されている。

### 光学ドライブ
Blu-ray Disc、DVDの再生機能は「対応させる場合、特許料などのためにコストが上昇し、本体価格に転嫁される」ことと「Blu-ray、DVDプレーヤーがほしい人には十分行き渡っている」などの理由から、搭載されていない。

### コントローラ

#### Wii U GamePad

Wii U GamePad（白）

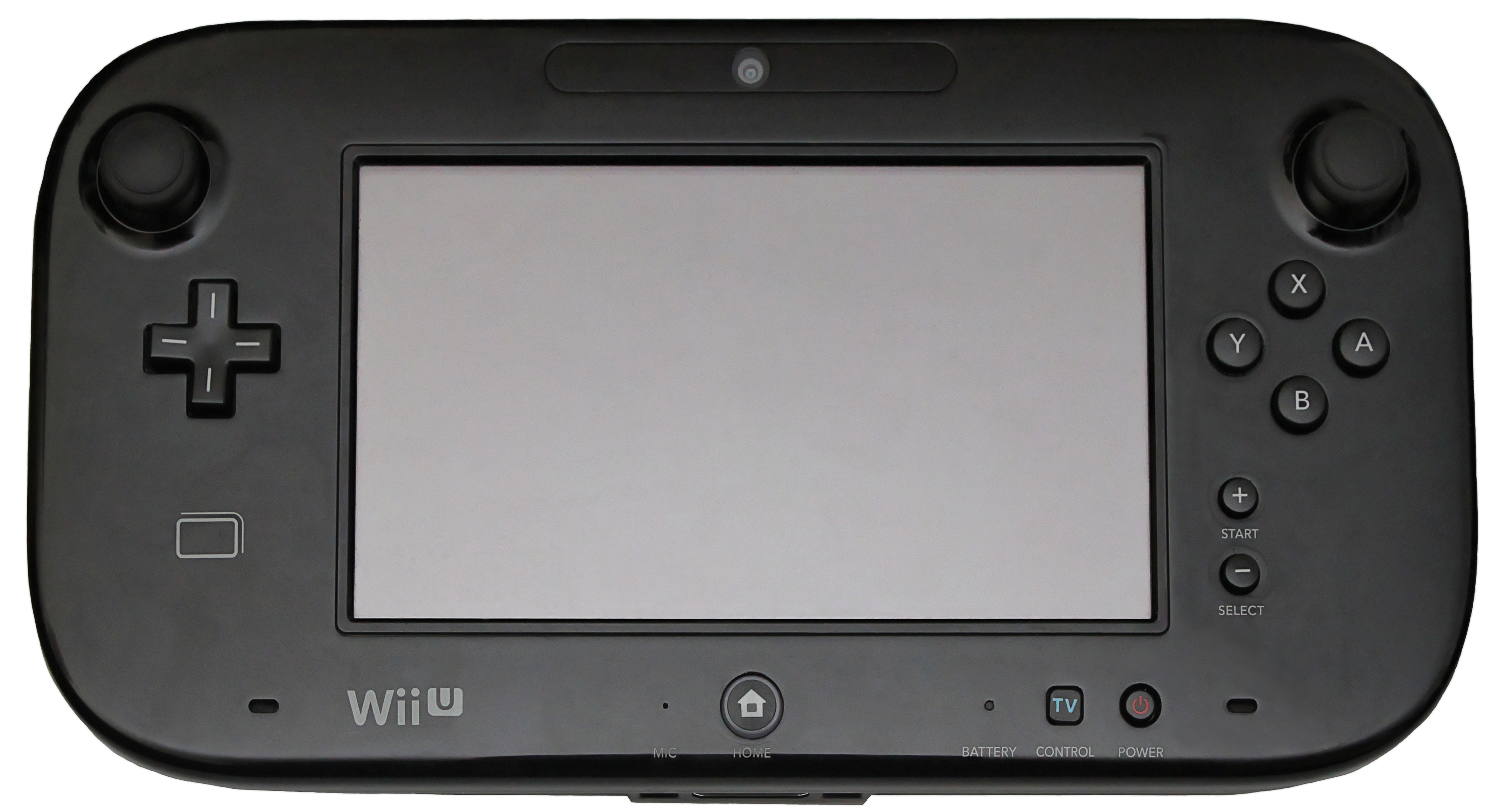
Wii U GamePad（黒）

専用コントローラ「Wii U GamePad」は6.2インチ/16:9/FWVGA (854×480) の液晶ディスプレイを搭載。標準的なボタン類に加え、タッチパネル、カメラ、NFCや各種モーションセンサーを搭載する。
映像出力や入力信号はWii U本体とのやり取りで行われるため、単独で動作できず、タブレットのように外出先でゲームやアプリなどを動作させる使い方は不可能である。TVコントロールボタンがありコントローラからTVの電源を入れるなどの操作もできる。TVをつけなくても「Wii U GamePad」の画面のみで遊ぶこと（任天堂では「Off-TV Play」と呼んでいる）が、対応ソフトでできるようになっている。
「Wii U GamePad」は遊びながら充電できる。質量は約500グラム。Wii U本体に1台のみ接続でき、複数台同時に接続することはできない。Wii U GamePadの単体販売は任天堂オンライン限定で2015年11月24日より開始された。
改良、改善のため、発売に至るまでには何度かデザインが変更されており、2012年6月4日のNintendo Directで発表された最新のものは、E3 2011で発表されたものより、やや大型化され、ボタンの配置も変更された。
カメラ
前面カメラを搭載しており、ビデオチャットやMiiの作成などの用途に対応している。
NFC
NFCの機能は少額課金の決済手段や、カードやフィギュアを用いた遊びに利用できる。NFCを活用したゲームとしては『ポケモンスクランブル U』が第1弾。また、2014年7月22日より少額課金の決済手段として交通系電子マネーが利用できるようになった。2014年以降はamiiboで使用するようになった。
センサーバー（本体更新Ver.4.0.0Jから対応）
前面カメラの両脇の黒い部分はセンサーバーが内蔵しており、Wii専用ソフトをWii U GamePadの画面で遊ぶ時にWiiリモコンで操作できる（Wii U GamePad単体でWiiソフトは操作できない）。
赤外線センサー
ヘッドホン接続端子の横の黒い部分は赤外線センサーが内蔵されており、センサーバーとは別にテレビのリモコン機能、フィットメーターなどの周辺機器と通信できる。
映像伝送技術
Wii U用にカスタマイズされたMiracastが使われている。
レイテンシー
ワイヤレスで映像を伝送する機器は現在のところゲーム用途を想定したものがあまりないため、レイテンシーが発生するものが多い。一方、Wii Uではレイテンシーを最小に抑えるための工夫を最初から盛り込んで専用に開発されたシステムになっているため、Wii U GamePadの画面ではレイテンシーを感じることなくゲームを楽しめる。任天堂は、テレビに画像補正機能がある場合、その処理によりテレビよりWii U GamePadの表示の方が早いケースもあるとしている。
動作範囲
Wii U GamePadの本体との通信が可能な距離について任天堂は「同一の室内であれば保証できる」としているが、これは家の構造が各家庭でそれぞれ違うため、最低限保障できるように答えるとこのような回答になるとしている。Wii U GamePadに関するソフトウェア開発を担当した任天堂の山下氏は、自宅で実験したところリビングルームと壁1枚の構造だったトイレでも使えたとのこと。

#### その他
Wiiのコントローラと互換性があり、2人以上で遊ぶ場合(マルチプレイ)には前世代機の「Wii」から引き続きWiiリモコンなどを追加しなければならないが、
WiiリモコンはWii U本体セットには付属されていない。ゲームキューブ用端子に接続するコントローラは本体に端子がなくなっているが、2014年12月発売のゲームキューブコントローラ接続タップを介して対応のWii U用ソフトのみで使用できる（Wii用ソフトには使用不可）。
技術的には3DSとWii Uを通信して、3DSを2台目以上のWii Uのコントローラとして代用することも可能であるが、3DSとの通信中はWii  Uのインターネット接続が不能となる。
技術的には2台までGamePadを接続することも可能であるが、様々な理由で断念している。

### USB記録メディア
Wii Uは本体にハードディスクドライブ（HDD）を内蔵しない代わりに、USB端子を介して接続する外部記憶装置「USB記録メディア」（外付けHDD）でデータ容量を拡張できる。認識できる容量は2TBまでで、それ以上の容量のものを接続しても2TBまでしか認識しない。接続できる機器はWii U専用ではなく一般に市販されているUSB機器が使用できるが、利用する際にはWii U専用フォーマットで初期化されるため、パソコンなどの他の機器と共用で使うことはできない。HDD以外にもUSBメモリも使用できるが、耐久性の面から推奨はされていない。
本体メモリーとUSB記録メディアは相互に保存データの移動が可能である。Wii U発売時はUSB記録メディアは1台のみ接続可能だったが、アップデートで2台までのUSB記録メディアの接続に対応してデータの移動やコピーを行えるようになった。
SDカードスロットは専用フォーマットを用いないため他の機器と共用やデータのやり取りができる。また、認識できる容量は32GBまでで、SDカードをUSB記録メディアのように使用することはできない。

### 仕様

#### Wii U本体
| プロセッサ                 | - CPU：Espresso - IBM Power Architecture Based マイクロプロセッサ 3コア - IBM SOI 45nm プロセス - ダイサイズ 27.73mm2（4.74mm x 5.85mm） - GPU：Latte - AMD Radeon HD GPU （RV700系）GPGPUに対応。 - ルネサス エレクトロニクス 40nm プロセス - ダイサイズ 146.48mm2（11.88 x 12.33mm） - 描画機能 - アルファブレンディング - アンチエイリアシング - Zバッファ - ステンシルバッファ - ジオメトリエンジン - テクスチャマッピング - トライリニア・フィルタリング - パースペクティブ補正 - フレームバッファ - ライティング - プログラマブルシェーダー - 頂点シェーダー - ピクセルシェーダー - ジオメトリシェーダー - CPUとGPUはMCMとして実装され、1つのパッケージ内にこれら2つのチップが搭載されている。 |
| メモリ                     | - 2GB 12.8GB/s（DDR3 16bit 512MB x 4 / 800MHz） - ゲーム用1GB、システム用1GB - 32MB のeDRAM（転送速度281.6GB/s以上） - GPU専用 ルネサスによってワンチップとして実装されている |
| 標準コントローラ           | - Wii U GamePad - Wiiリモコン （Wiiリモコンプラス） - Wii U PROコントローラー: Wii U専用のワイヤレスコントローラ。USB MiniB端子で給電する。 |
| 他のコントローラ           | - バランスボードWii - クラシックコントローラ（クラシックコントローラ PRO) - ヌンチャク（Wiiと違って、本体メニュー画面でも使用可能） - その他互換機能によって、Wii用の各種コントローラをすべて利用可能 - 一部のWii用ソフト、(Wii側で起動できた）ニンテンドーゲームキューブのソフトがニンテンドーゲームキューブコントローラに対応していたが、接続ポートがなくなり使えなくなっている。 |
| メディア                   | - Wii U用12cm光ディスク - 容量：25GB - 読込速度：最大22.5MB/s（150倍速） - Wii用12cm光ディスク - 容量：4.7GB（1層）、8.51GB（2層） |
| ビデオ出力                 | - HDMI端子 - 付属のHDMIケーブルのほか、市販のHDMIケーブルも使用可能 - 出力解像度：1080p、1080i、720p、480p - AVマルチ出力端子 - 同名であるソニーの「AVマルチ端子」とは全く別物。よってVGA端子やRF端子への変換は不可能。 - Wiiに搭載されているものと同じであり、接続ケーブルもWii用のものがそのまま使用可能 - 出力解像度はケーブルによって異なり、以下のようになっている - D端子ケーブル・コンポーネントケーブル：1080p、1080i、720p、480p、480i - S端子ケーブル・AV（コンポジット）ケーブル：480i |
| オーディオ出力             | - HDMI端子（通常720p,一部ソフトでまれに1080p出力） - 方式：リニアPCM方式のデジタル出力 - 最大チャンネル数：LPCM 5.1ch - AVマルチ出力端子 - 方式：アナログ出力 - 最大チャンネル数：2ch |
| ストレージ                 | - 内蔵フラッシュメモリ（OSの全データもこの内蔵メモリに保存） - プレミアムセット：32GB - ベーシックセット：8GB - SDメモリーカード、SDHCメモリーカード - 32GBまで利用可能 - 本体保存メモリーの拡張用途への使用、SDXCカードの使用は通常不可能 - 外付けUSBストレージ - フォーマットの特性上、2TBまで認識可能。オンラインゲームのインストールに必須。Wii Uの起動中に絶対に外付けストレージを外してはいけない仕様で、外すとハードエラーが発生することがある。 |
| 本体サイズ（突起物含まず） | - 高さ：約46mm - 幅：約172mm - 奥行き：約268.5mm - 質量：約1.55キログラム |
| 通信機能                   | - 無線LAN（インターネット接続用） - 規格：IEEE802.11b/g/n - 周波数帯：2.4GHz帯 - 空中線電力：約50mW - 無線LAN（Wii U GamePad接続用） - 規格：IEEE802.11n - 周波数帯：5.2GHz帯（W52・Ch36・Ch40・Ch44・Ch48） - 空中線電力：約10mW - Bluetooth - バージョン：4.0 - 空中線電力：約1mW - 別売の「Wii専用LANアダプタ」などのUSB-LAN変換機を本体のUSB端子に接続することで有線LANでのインターネット接続が可能 |
| その他                     | - 本体を横向きにした際の右側およびその下側に吸気口を設置、 立てた際には吸気口の開口部が下側およびその左側になる作りとなっている。 吸気口の開口部はWiiのものより大きくなっている。 縦置きには専用のスタンドを二つ本体の突起にはめ込む。縦置きした際の電源ボタンおよびディスクのイジェクトボタンは上側になる。 - 後部の排気口に強制空冷ファンを設置 - USB2.0端子×4（前面に二つ、後面に二つ） - Wiiのゲームとの後方互換性を備える（ゲームキューブ規格とのディスクによる直接互換性はない） |
| 消費電力                   | - 定格：75W - 実効消費電力：40W程度 |

#### Wii U GamePad
| サイズ（突起部含まず） | - 縦：約133.4mm - 横：約255.4mm - 厚さ：約41mm - 質量：500g |
| 画面                   | - 種類：抵抗膜方式タッチスクリーン付きTFT液晶 - サイズ：6.2インチ - 解像度：横854×縦480ドット（16:9比率） - 表示色数：約1667万色 |
| 入力（操作系）         | - タッチスクリーン - L・Rスティック - L・Rスティックボタン - 十字ボタン - A・B・X・Yボタン - L・Rボタン - ZL・ZRボタン - +/STARTボタン・- / SELECTボタン - 加速度計 - ジャイロセンサー - 地磁気センサー |
| その他入力系           | - 電源ボタン - HOMEボタン - シンクロボタン - ボリューム（Wii U GamePadの音量調整） - TVコントロールボタン |
| その他機能             | - 内側カメラ - レンズ：単焦点 - 撮像素子：CMOS - 有効画素数：約30万画素 - 近距離無線通信（Near Field Communication）機能 - 規格：ISO/IEC 14443 Type A/B、JIS X 6319-4 - 周波数帯：13.56MHz - 通信距離：20mm以内 - モーターによる振動機能 - マイク - センサーバー（Wii互換機能など、GamePadに表示した画面をWiiリモコンで操作するときに用いられる） - 赤外線センサー（センサーバーとは別にテレビの操作、周辺機器の通信に用いられる） |
| オーディオ入出力       | 3.5mm 4極ミニジャック（CTIA準拠） |
| サウンド               | ステレオ（疑似サラウンド対応） |
| タッチペン             | Wii U GamePad タッチペンおよびその他周辺機器のタッチペン |
| バッテリー持続時間     | 約3時間〜5時間 |
| 充電時間               | 約2時間30分 |

## 内蔵機能
後方互換
Wiiのソフトウェアを実行する後方互換性を持つ。ただし、Wiiのソフトを高解像度化することはできない。WiiのBIOSがWii U内部のメモリに搭載されているため、Wii互換モード起動時はBIOSの切り替えを経由する。
Wiiのソフトを遊ぶ際は、別売のWiiリモコンやセンサーバーなどを用意しなければならず、Wii U GamePad/Wii U PROコントローラーなどのWii U専用コントローラは当初使用できなかった。本体更新Ver.4.0.0からWii U GamePadの画面に表示できるようになったが、単体では操作できず、Wiiリモコンが必要。Ver.5.2.0からテレビの出力無しで起動できるようになったため、Wii U GamePadのみで遊ぶ場合はセンサーバーは不要となった。WiiにダウンロードされているWiiのソフトはWii Uに移動することができる。これは前世代機であるWiiが採用していたBroadwayとの互換性を実現することにあった。
ニンテンドーゲームキューブの互換機能は廃止され、ゲームキューブ用8cm光ディスクは読み込めない。Wiiで搭載されたゲームキューブ関連の6つの端子（4つのゲームキューブコントローラ接続用ポートと2つのメモリーカードスロット）はなくなっているが、『大乱闘スマッシュブラザーズ for Wii U』の発売と同時にゲームキューブコントローラを使用できる接続タップが発売された。FC・SFC・N64タイトルの一部については、バーチャルコンソールで遊ぶことができる。
ニンテンドー3DSとの連動
同社の携帯型ゲーム機であるニンテンドー3DSとの通信機能、連動機能を持つことと、それを活かしたゲームの開発もできる。Miiスタジオでは3DSとWii U間でMiiの交換が可能。
電源管理
Wiiにあったスタンバイモードは廃止され、電源を入れている間に電源ボタンを一瞬押しただけで強制的に電源が切れる仕様となっている。ただし、本体設定で「電源OFF時の動作」の設定をオンにすることで、本体の更新やダウンロードソフトや追加コンテンツのダウンロードの最中に電源を切った後も、約30秒後に電源ランプがオレンジ色に点灯して一時的なスタンバイ状態で動作し、ダウンロードが完了すると電源ランプが赤色に変わり、電源が切れる。この処理はニンテンドーeshopのダウンロードおよびWii U GamePadへのクイックスタート用のデータ送信、任天堂への統計データ送信などに使われるものである。一定時間毎にこの動作を行わせる設定も可能である
基本的にWii Uは一部の画面遷移シーン以外で、電源ボタンを一秒長押しすることで電源を切る動作が行われる。四秒間長押しした場合は強制的に電源が切れ、次回起動時にその旨を警告する画面が表示される。電源オフ時にディスクを入れたり、取り出したりしても電源が入る。
保護者による使用制限
Wiiより導入されている、子どもの使用制限を設定するための機能。Wii Uではユーザーアカウントごとに設定をできるようになっている。CEROのレーティングに基づく起動の制限、ソフトの通信機能制限、インターネットの機能制限などさまざま項目があり使用を制限できる。
ニンテンドーネットワーク

インターネットに接続することで世界中の人とインターネットを通じて対戦などのコミュニケーション、ソフト、追加コンテンツの購入などが基本無料でできる、任天堂のネットワークサービスの総称である。
ニンテンドーネットワークID

ニンテンドーeショップ、Miiverse、ビデオチャット機能、および一部ゲームソフトでのオンライン機能を利用するにはニンテンドーネットワークIDが必要となる。各ソフトメーカーのネットサービスと連携させることもできる。また、今までで言う、「フレンドコード」としても使うことができる。2013年12月には、ニンテンドー3DSにも対応を開始した。かつてはPC/スマートデバイスからもニンテンドーネットワークIDを利用してMiiverseを利用できたが、（イカリングなどを除く）それ以外の箇所でインターネットブラウザ上でニンテンドーネットワークIDを使う機会はほとんど存在しない。ニンテンドーアカウントとは別物となる。
ユーザーアカウント
Wii Uでは「ユーザー」と呼ばれているユーザーアカウントは、Wiiに比べセキュリティ面などで進化しており、1ハードにつき12人までの「ユーザー」をサポートしている。「ユーザー」ごとに各ゲームソフトの設定、セーブデータなどを管理できる他、ネットワークサービスを利用するにはニンテンドーネットワークIDを登録する必要がある。一度設定をしたら、Wii Uを起動して自分のMiiを選ぶだけで良い。
Miiverse

「Miiverse」（ミーバース）とはゲームプレイヤー同士のソーシャルネットワーク展開であり、Twitterに似たコミュニケーションサービスである。2012年6月4日に「Nintendo Direct Pre E3」で発表された。はてなと共同開発をしている。「Miiverse」はウェブサービスであり、ユーザーの反応を見て仕様変更などもできるようになっている。
それぞれのコミュニティでゲームの情報や攻略情報などを交換したりできタッチ画面を利用したテキスト入力だけでなく手書き文字や表情ボタン、ゲーム中断時のスクリーンショットも投稿できるようになっている（ゲームによっては、スクリーンショットが投稿できないか、制限されている場合もある）。ビデオチャットもできる。ゲームの発売後には攻略情報などの投稿によるネタバレが懸念されるが、ネタバレ対策も準備している。投稿フィルタリングは3段階になっており、「事前に禁止用語（NGワード）を決めてシステムではじく方法」「人間の目による確認する方法」「ユーザーによる報告」の方法がある。さらに小さな子供も安心して利用できるようにモラルのない発言、ネガティブな意見などから守る仕組みを作っている。
また、ゲームごとに専用のプログラムを用意すれば、ゲームの中でも「Miiverse」機能を活用することができるようになっている。さらに、ゲームを中断して「Miiverse」を開き投稿することもできる。ゲームによっては「Miiverse」のメッセージ（ゲーム内からの投稿）にキャラクターの絵柄の入ったハンコを押すことができる。2013年6月12日よりMiiverseの投稿を外部サービス（FacebookやTwitterなど）に共有する機能が追加された。
ウェブ版も用意されておりPC/スマートデバイスでも「Miiverse」を閲覧できる。共感、コメントなどにはニンテンドーネットワークIDでのログインが必要となっている。このサービスは2017年11月8日午後3時をもって終了した。
インターネットブラウザー
任天堂より提供される無料のウェブブラウザ。WebKitエンジンのNetFront NX 2.1をベースとしている。HTML5、H.264形式の動画再生、タブブラウズ機能（6枚まで）など現在のインターネットブラウザーに必要な機能は備えている一方で、Adobe Flashには対応しておらず、画像や動画の保存・アップロードも完全に自由に行えるわけではないゲーム中に中断することでゲーム画面のアップロードができる）。ゲームを中断したままインターネットブラウザで検索することも可能である。ソフトウェアキーボードでは文字入力が快適にできるように携帯入力、手書き入力など5種類の入力モードがある。β版でのHTML5への対応度の評価はInternet Explorer 10を超える結果となっている。隠し機能としてユーザーエージェントを変更できる。
ニンテンドーeショップ

追加コンテンツやソフトウェアのダウンロード販売や評価、ゲームの動画を見ることなどができる。ゲームの購入にはWiiやニンテンドー3DS同様にニンテンドープリペイドを登録し、残高の追加・消費する。
2013年4月27日よりWii U用のバーチャルコンソールも正式に利用可能になった。Wii U GamePad側の画面のみやWii Uのその他のコントローラで遊ぶことも可能、まるごとバックアップ機能追加、「Miiverse」対応の特徴がある。新規に作り直しているためそのままとは行かず、まずはファミコン、スーパーファミコンから開始し、ゲームボーイアドバンスが2014年4月3日から、NINTENDO64とニンテンドーDSが2015年4月2日から新たに対応した。Wiiで購入したバーチャルコンソールとWiiウェアは、Wii Uに引っ越しできるようになっている。本体更新、Ver.4.0.0からWii U GamePadの画面のみで遊ぶことが可能になった。Wii版を購入済みの場合はWii U版の同一タイトルを優待価格で販売している。
Wii UはDRMシステムによりフリー・トゥ・プレイや少額課金をサードパーティーが自由に行えるように作っており、『TANK!TANK!TANK!』が対応ソフト第1号となっている。任天堂自身も『Wii Sports Club』から導入した。
わらわら広場（Wii Uメニュー）
Wii Uのメニュー画面起動時の画面ではかつて世界中のユーザーのMiiが登場し自身が遊んでいるゲームや人気ゲームのアイコンが表示され、表示されているゲームについてのコメントを表示することができた（ニンテンドーネットワークIDを登録していなかったり、Miiverseが使用制限されていると内蔵ソフトのアイコンが出てくる）。この仕組みを「わらわら広場」と呼び、「Wii Uメニュー」の別名にもなっている。TVにわらわら広場が表示されているとき、Wii U GamePadにはWii Uのメニューが表示されているが、ボタン一つでWii U GamePadにわらわら広場を表示することができ、気になったコメントやゲームアイコンを押せば情報が確認できる。また、「Miiverse」で見つけたゲームはスマートデバイスの上で買うことができ、買ったソフトは（いつの間に通信の機能を活用して）ダウンロードされた。
2017年11月8日午後3時のMiiverse終了に伴い、Miiverseのコメントやゲームアイコンが無くなり、「インターネットブラウザー」など元々Wii Uに搭載されていたソフトのアイコンと、Wii U内のデフォルトデータに存在するMiiが表示されるようになった。
Wiiメニュー

Wiiメニューを起動し、Wii用ディスクや本体・SDメモリーカードに保存したWiiウェア、Wii用バーチャルコンソールをプレイできるようにする。起動するにはWiiリモコンとセンサーバーが必要。メニュー画面はWii本体のものとほぼ同じであるが、オプションがセーブデータに関する項目のみ、WiiConnect24を使用するチャンネルや機能が全て削除されているなど、仕様変更された部分も多い。初期状態では「ディスクドライブチャンネル」、「Wiiショッピングチャンネル」、「Wiiからの引っ越し」の案内、Wiiメニューの電子説明書が収録されている。本機能を使用している間はWii U GamePadの機能が使用できない。本体更新でVer.4.0.0JからWii U GamePadの画面に表示できるようになったが、Wii U GamePadから直接操作できずWiiリモコンが必要。また、同更新でマリオパーティ8などのゲームによっては画面サイズが自動的に4:3に補正されるようになった。
Wii U Chat
内蔵ソフトの一つでビデオチャットができる。会話をしながら絵を書くこともでき、色もつけることができる。ゲーム中にビデオチャットを立ち上げてなくてもフレンドからのコールを着信したときにはWii U GamePadのHOMEボタンが青く点滅して知らせる。このサービスは2017年11月8日午後3時をもって終了した。
カラオケ JOYSOUND for Wii U
内蔵ソフトの一つ。JOYSOUNDとUGAのブランドでカラオケサービスを展開しているエクシングと任天堂が共同開発した通信カラオケソフト。
マイクにはWii U GamePadの内蔵マイクを使用することもできるが、専用マイクとのセット販売もある。また、『カラオケJOYSOUND Wii』専用マイク（2種）や、その他の市販のUSBマイクも使用可能。2023年6月30日にサービス終了。
Nintendo TVii
「Gガイド」サービスを提供する株式会社インタラクティブ・プログラム・ガイドとパートナーシップ契約をした電子番組表サービス。
今観ている番組や、放送予定の番組などに関するコメントを、「Miiverse」に投稿することができる。
北アメリカ地域では、Netflix、Huluなどが映像コンテンツをオンラインで配信するビデオ・オン・デマンドサービスを同名で提供。2012年12月20日サービス開始。このサービスは2017年11月8日午後3時をもって終了した。
交通系電子マネーによる電子決済
2014年7月22日からWii Uの支払い決済に、交通系電子マネー（Suica、PASMO、Kitaca、TOICA、manaca、ICOCA、SUGOCA、nimoca、はやかけん）を利用できるようになった。ただし、PiTaPaは使えない。支払い方法は、Wii U GamePadの通信機能（NFC機能）を利用して、Wii U GamePadに直接タッチすることで支払いができる。このサービスは2022年1月18日午前9時をもって終了した。
本体の更新

Wii U本体のシステムソフトウェア（ファームウェア）や内蔵ソフトウェアはインターネットやWii U専用ゲームディスクを利用してアップデート（更新）出来る。更新により大幅な処理向上が行われた。

## 本体
以下は日本国内仕様品についての記述である。これらは全て生産終了した。
発売当初のバリエーションは、内蔵フラッシュメモリー32GBでスタンド類が付属するプレミアムセットと、内蔵フラッシュメモリー8GBのベーシックセットの2種類となっている。任天堂のゲーム機で上位・下位の複数バージョンが同時に発売されたのはカラーテレビゲーム15・6以来のこととなる。
本体カラーはベーシックセットがシロ（shiro）、プレミアムセットがクロ（kuro）だったが、2013年7月13日からはプレミアムセットにシロ（shiro）が追加された。型番は8GBモデルがWUP-001、32GBモデルがWUP-101。

### 通常版
| 商品名                          | セット内容                                                                                       | セット内容                                                                               | 内蔵フラッシュメモリ容量 | 発売日        | 希望小売価格     |
| ------------------------------- | ------------------------------------------------------------------------------------------------ | ---------------------------------------------------------------------------------------- | ------------------------ | ------------- | ---------------- |
| Wii U ベーシックセット          | Wii U本体（shiro） Wii U GamePad（shiro） GamePadタッチペン（shiro）                             | HDMIケーブル 本体ACアダプタ GamePad ACアダプタ                                           | 8GB                      | 2012年12月8日 | 25,000円（税別） |
| Wii U プレミアムセット（kuro）  | Wii U本体（kuro） Wii U GamePad（kuro） GamePadタッチペン（kuro） 本体縦置きスタンド（kuro）     | GamePad充電スタンド GamePadプレイスタンド HDMIケーブル 本体ACアダプタ GamePad ACアダプタ | 32GB                     | 2012年12月8日 | 30,000円（税別） |
| Wii U プレミアムセット（shiro） | Wii U本体（shiro） Wii U GamePad（shiro） GamePadタッチペン（shiro） 本体縦置きスタンド（shiro） | GamePad充電スタンド GamePadプレイスタンド HDMIケーブル 本体ACアダプタ GamePad ACアダプタ | 32GB                     | 2013年7月13日 | 30,000円（税別） |

### 限定版
モンスターハンター3（トライ）G HD Ver. Wii Uプレミアムセット
2012年12月8日発売。Wii U本体（プレミアムセットkuro）にソフト『モンスターハンター3G HD Ver.』（パッケージ版）とWii U PROコントローラー（kuro）を同梱。
ドラゴンクエストX 目覚めし五つの種族 オンライン Wii Uプレミアムセット
2013年3月30日発売。Wii U本体（プレミアムセットkuro）にソフト『ドラゴンクエストX 目覚めし五つの種族 オンライン』（パッケージ版）、Wii U PROコントローラー（kuro）、ニンテンドープリペイドカード（1,000円）、アイテムコードを同梱。希望小売価格42,000円（税込）。
Wii U すぐに遊べるファミリープレミアムセット
2013年10月31日発売。Wii U本体（プレミアムセットshiro/kuro）にソフト『New スーパーマリオブラザーズ U』・『Wii Party U』（ダウンロード版）、Wiiリモコンプラス（shiro/kuro）、センサーバー、Wii U GamePad 水平スタンド、『WiiカラオケU』30日間歌い放題チケット付きを同梱。希望小売価格32,800円（税込）。
Wii U すぐに遊べるファミリープレミアムセット + Wii Fit U
2013年10月31日発売（通販）、同年12月5日（一般販売）。Wii U本体（プレミアムセットshiro/kuro）にソフト『New スーパーマリオブラザーズ U』・『Wii Party U』（ダウンロード版）、『Wii Fit U』（ダウンロード版。バランスWiiボードは別売）、フィットメーター、Wiiリモコンプラス（shiro/kuro）、センサーバー、Wii U GamePad 水平スタンド、『WiiカラオケU』30日間歌い放題チケット付きを同梱。希望小売価格34,800円（税込）。
Wii U すぐに遊べるスポーツプレミアムセット
2014年3月27日発売。Wii U本体（プレミアムセットshiro）にソフト『Wii Sports Club』、Wii Sports Club テニス・ボウリング・ゴルフ種目別会員パス ダウンロードチケット、ソフト『Wii Sports Club Lite』、Wiiリモコンプラス（shiro）、センサーバーを同梱。
Wii U すぐに遊べるマリオカート8セット
2014年11月13日発売。Wii U本体（プレミアムセットshiro/kuro）にソフト『マリオカート8』（ダウンロード版）、Wiiリモコンプラス（shiro/kuro）、センサーバーを同梱。
Wii U スーパーマリオメーカー スーパーマリオ30周年セット・スーパーマリオメーカーセット
2015年9月10日発売。前者は数量限定。いずれのセットもWii U本体(プレミアムセットshiro)にソフト『スーパーマリオメーカー』(ダウンロード版)、ブックレットを同梱。これに加えて30周年セットには、SUPER MARIO BROS.30thシリーズのマリオ(クラシックカラー)のamiiboも同梱している。
Wii U スプラトゥーンセット
2015年11月12日発売。数量限定。Wii U本体（プレミアムセットshiro）にソフト『スプラトゥーン』（ダウンロード版）を同梱。
Wii U 幻影異聞録♯FE Fortissimo Editionセット
2015年12月26日発売。数量限定。Wii U本体（プレミアムセットkuro）に、特製イラストパッケージ、ゲームソフト(幻影異聞録#FE)、幻影異聞録#FEスペシャルボーカルセレクションCD、オリジナルアートブック、幻影異聞録#FEプレミアムLIVE(仮称)チケット優先応募チラシ、「オリジナルコスチューム3種セット」（ダウンロード番号）、通常版の早期購入特典「コラボコスチュームセット」（ダウンロード番号）が入った『幻影異聞録#FE Fortissimo Edition』を同梱。
Wii U ポッ挙 POKKE'N TOURNAMENTセット
2016年3月18日発売。数量限定。Wii U本体(プレミアムセットkuro)にソフト『ポッ挙 POKKE'N TOURNAMENT』(ダウンロード版)、amiiboカード「ダークミュウツー」(初回生産特典)、バトルポケモンアクションリストを同梱。
Wii U スプラトゥーンセット(amiibo アオリ・ホタル付き)
2016年7月7日発売。Wii U本体(プレミアムセットshiro)にソフト『スプラトゥーン』(ダウンロード版)、アオリとホタルのamiiboを同梱。

### プレミアムセット購入特典
プレミアムセットの購入者には期間限定で以下の特典が用意されていた。
- Nintendo Network Premium
ニンテンドーeショップでダウンロード販売されているソフトや追加コンテンツを購入すると、価格の10パーセントがポイントとして貯まり、500ポイント単位でニンテンドープリペイド番号と交換できた。ポイントの付与は2014年12月末まで、プリペイド番号との交換は2015年3月末まで[80]。
- 『ドラゴンクエストX 目覚めし五つの種族 オンライン』Wii U版ベータテスト 登録証
本体に同梱。2013年3月6日から3月28日まで実施された、Wii U版『ドラゴンクエストX』のベータテストに参加するために必要だった。

### JOYSOUND FESTA
『JOYSOUND FESTA』はエクシングより2013年6月から提供されているホテル、宴会場、高齢者市場向けの業務用通信カラオケ機器。液晶モニタ付きの専用ラック（キャスター付き）とのセット。
Wii Uと内蔵ソフト『WiiカラオケU（のちのカラオケJOYSOUND for Wii U)』をベースに、カラオケ用の音声入出力端子、オフラインでの使用向けにHDDを内蔵（光ディスクドライブは非搭載）、Wii U GamePadの本体へのはめこみ（取り外し可能）といったカスタマイズがされている。ストアのアクセスなどは可能だがお知らせなどの一部機能が制限されている。ダウンロードしたソフトのプレイも可能。なお、音声出力が家庭用との違いにより、ボリュームの調整が不能で正常に音声が再生できない事がある。
デンモクとしてWii U GamePadが2台搭載されて販売されたが、2台同時に使用することは見送られた。
専用のパーティゲーム、高齢者向け音楽療養ソフト『健康王国』を収録。

## 周辺機器
- Wii U PROコントローラー（ホワイト）
- Wii U PROコントローラー（ブラック）

発売日について特記のないものは本体と同時発売。また、音声、映像出力ケーブル（アナログ）やLANアダプタといった一部の周辺機器はWii用のものが流用できる。
| 型番         | 名称                                                                                             | 備考 | 発売日         |
| ------------ | ------------------------------------------------------------------------------------------------ | --- | -------------- |
| WUP-002      | Wii U本体 ACアダプター                                                                           | 本体に1つ同梱。 |                |
| WUP-005      | Wii U PROコントローラー                                                                          | バッテリーパックはニンテンドー3DSの（CTR-003）を共用。クラシックコントローラPROから変更点として本体との接続がワイヤレスになりWiiリモコン等を介さなくなったほか振動モーターも内蔵され、正面のボタンとスティックの配置が上下逆に入れ替わり、左右スティックをボタンとして押し込めるようになっている。                   |                |
| WUP-006      | Wii U専用光ディスク                                                                              | ゲームが収録されている光ディスク。 |                |
| WUP-007      | Wii U専用ディスクケース                                                                          | レイティングによって色分けされている。CERO A、Bはケースの色は水色、CERO C、D、Zのケースの色は黒となっている。New スーパールイージ Uでは黄緑色、スーパーマリオメーカーでは黄色の専用色が使用されている。ソフトに付属。                                                                                                |                |
| WUP-008      | HDMIケーブル                                                                                     | 本体に1つ同梱。 |                |
| WUP-009      | Wii U 本体縦置きスタンド                                                                         | 任天堂オンライン限定で販売。プレミアムセットには付属。 |                |
| WUP-010      | Wii U GamePad                                                                                    | 本体に1つ同梱。廃棄、紛失時の単体販売は2015年11月24日に任天堂オンライン限定で販売開始。 |                |
| WUP-011      | Wii U GamePad ACアダプター                                                                       | 本体に1つ同梱。 |                |
| WUP-012      | Wii U GamePadバッテリーパック                                                                    | Wii U GamePadに内蔵。 |                |
| WUP-013      | Wii U GamePadバッテリーパック（2550mAh）                                                         | 任天堂商品取扱店などで購入可能 | 2013年7月25日  |
| WUP-014      | Wii U GamePad充電スタンド                                                                        | プレミアムセットに付属。 |                |
| WUP-015      | Wii U GamePadタッチペン                                                                          | 本体に1つ同梱。 |                |
| WUP-016      | Wii U GamePadプレイスタンド                                                                      | プレミアムセットに付属。 |                |
| WUP-017      | フィットメーター                                                                                 | 『Wii Fit U』で使用できる活動量計。 | 2013年10月31日 |
| WUP-018      | Wii U PROコントローラー充電ケーブル                                                              | Wii U PROコントローラーに1つ同梱。Mini B端子のUSBケーブル。 |                |
| WUP-019      | Wii Uワイヤレスマイク                                                                            | 単三乾電池が2本必要。『Nintendo×JOYSOUND Wii カラオケ U』などに対応。Nintendo Switchでも使用可能。 | 2013年12月     |
| WUP-020      | Wii Uワイヤレスマイクレシーバー                                                                  | Wii Uワイヤレスマイクに同梱。 | 2013年12月     |
| WUP-021      | Wii Uマイク                                                                                      | 『Nintendo×JOYSOUND Wii カラオケ U』などに対応。Nintendo Switchでも使用可能。 |                |
|              | Wii Uマイクセット Wii カラオケ U トライアルディスク付き                                          | |                |
|              | Nintendo×JOYSOUND Wii カラオケ U オフラインで1か月間・50曲歌い放題10,000曲収録トライアルディスク | 任天堂オンライン限定販売。 |                |
| WUP-023      | Wii U GamePad画面保護シート                                                                      | |                |
| WUP-024      | クリーニングクロス                                                                               | 任天堂オンラインで単品販売している。 |                |
|              | Wii U GamePadアクセサリー3点パック                                                               | 画面保護シート、クリーニングクロス、タッチペン（大）(UTL-005)が入ったセット。 |                |
| WUP-025      | Wii Uクリーニングディスク                                                                        | | 2013年3月28日  |
| WUP-026      | クリーニング液                                                                                   | | 2013年3月28日  |
|              | Wii U レンズクリーナーセット                                                                     | Wii Uクリーニングディスク、クリーニング液のセット。 | 2013年3月28日  |
| WUP-027      | Wii U GamePad 水平スタンド                                                                       | Wii U GamePadを水平に保つスタンド。『Wii Party U』に同梱。 | 2013年10月31日 |
| WUP-028      | Wii U用ゲームキューブコントローラ接続タップ                                                      | 最大4つのゲームキューブコントローラとの接続を可能にするタップ。対応ソフトは『大乱闘スマッシュブラザーズ for Wii U』のみ。Wii本体・Wii用ソフトには使用不可。Nintendo Switchでも使用可能（Ver.4.0.0以降） | 2014年12月6日  |
| RVL-003      | Wiiリモコン                                                                                      | Wiiと共用。単三乾電池が2本必要。 | 2006年12月2日  |
| RVL-004      | ヌンチャク                                                                                       | アナログスティック、モーションセンサー、2つのボタンが付いた拡張コントローラ。Wiiリモコンに有線接続して使う。Wiiと共用。 | 2006年12月2日  |
| RVL-005      | クラシックコントローラ                                                                           | Wiiリモコンに有線接続して使うコントローラ。Wiiと共用。 | 2006年12月2日  |
| RVL-005(-02) | クラシックコントローラ PRO                                                                       | クラシックコントローラの改良型。Wiiリモコンに有線接続して使う。Wiiと共用。 | 2009年8月1日   |
| RVL-009      | AVケーブル                                                                                       | 音声・映像を出力するためのケーブル。Wiiと共用。 | 2006年12月2日  |
| RVL-010      | S端子ケーブル                                                                                    | 音声・映像を出力するためのケーブル。S端子付きのテレビで利用できる。Wiiと共用。 | 2006年12月2日  |
| RVL-011      | コンポーネントAVケーブル                                                                         | 音声・映像を出力するためのケーブル。コンポーネント入力端子付のテレビで利用できる。Wiiと共用。 | 2006年12月2日  |
| RVL-012      | D端子AVケーブル                                                                                  | 音声・映像を出力するためのケーブル。D端子付きのテレビで利用できる。Wiiと共用。 | 2006年12月2日  |
| RVL-014      | センサーバー                                                                                     | Wiiリモコンを使用する際に必要。Wiiと共用。 | 2006年12月2日  |
| RVL-015      | Wii専用 LANアダプタ                                                                              | 有線LANを接続するのに必要。Wii Uでは10BASE-Tと100BASE-TXに対応している。Wiiと共用。 | 2006年12月30日 |
| RVL-016      | センサーバースタンド                                                                             | センサーバーのスタンド。Wiiと共用。任天堂ホームページで単体販売されている。 | 2006年12月2日  |
| RVL-021      | バランスWiiボード                                                                                | 4つのストレインゲージ式フォースセンサーが内蔵されている板状のコントローラ。単三乾電池が4本必要。『Wii Fit U』で使用。2013年10月31日よりオンライン限定で単体販売。 | 2007年12月10日 |
| RVL-033      | SDメモリーカード 2GB                                                                             | 市販されているSDメモリーカードと機能は同じである。 Wii、ニンテンドーDSi、ニンテンドー3DSでも使用可能。 | 2009年3月      |
| RVL-036      | Wiiリモコンプラス                                                                                | WiiリモコンにWiiモーションプラスを内蔵したタイプ。Wiiと共用。単三乾電池が2本またはWiiリモコンバッテリーパック（RVL-039）が必要。 | 2010年11月11日 |
|              | Wiiリモコンプラス追加パック                                                                      | Wiiリモコンプラス、ヌンチャク、センサーバーのセット。 |                |
| RVL-024      | Wiiハンドル                                                                                      | ハンドル型のWiiリモコン用アタッチメント。Wiiリモコンを取りつけて使用する。 | 2008年4月10日  |
| RVL-037      | SD HCメモリーカード 8GB                                                                          | 市販されているSDHCメモリーカードと機能は同じである。 Wii、ニンテンドーDSi、ニンテンドー3DSでも使用可能。 | 2011年12月     |
| RVL-038      | SD HCメモリーカード 16GB                                                                         | 市販されているSDHCメモリーカードと機能は同じである。 Wii、ニンテンドーDSi、ニンテンドー3DSでも使用可能。 | 2011年12月     |
| RVL-039      | Wiiリモコンバッテリーパック                                                                      | Wiiリモコンを充電式で使用するためのバッテリーパック。 | 2013年7月13日  |
| RVL-040      | Wiiリモコン急速充電台                                                                            | バッテリーパックを装着したWiiリモコンを充電する台。電源にはDSi/3DS/New 3DS用のACアダプタ（WAP-002）を用いる。 | 2013年7月13日  |
| CLV-002      | ニンテンドークラシックミニ NESコントローラ                                                       | 海外版NESのコントローラ。クラシックコントローラとして扱える。 | 日本未発売     |
| CLV-202      | ニンテンドークラシックミニ スーパーファミコンコントローラ                                        | スーパーファミコンのコントローラ。クラシックコントローラとして扱える。 | 2017年10月5日  |
| CLV-003      | ニンテンドーUSB ACアダプター                                                                     | USB充電ケーブルと組み合わせることでWii U Proコントローラーの充電をすることができる（ただし、箱には非掲載）。ニンテンドークラシックミニシリーズと共用。 | 2017年10月5日  |
| DOL-003      | ゲームキューブコントローラ                                                                       | ゲームキューブコントローラ接続タップを使用することで接続可能。対応ソフトは『大乱闘スマッシュブラザーズ for Wii U』のみ。ゲームキューブ・Wiiと共用。 | 2001年9月14日  |
| DOL-004      | ワイヤレスコントローラ ウェーブバード                                                            | アルカリ単三電池2本で約100時間使えるワイヤレスのコントローラ。上記のDOL-003と同様、ゲームキューブコントローラ接続タップを使用することで接続可能。 振動機能は非搭載。ゲームボーイアドバンス用バッテリーパック（AGB-003）も使える。ゲームキューブ・Wiiと共用。 ただし、Wii U発売の時点で既に生産・販売は終了している。 | 2002年12月5日  |
| DOL-005      | ワイヤレスレシーバー                                                                             | ウェーブバードの受信機。ゲームキューブ・Wiiと共用。 ほかの機器と干渉しないように16のチャンネルが用意されている。通信可能距離は約6m。 電波干渉による通信障害が起こった場合はチャンネル設定を1、2、13、14、15、16のどれかに優先して変更するようにWii本体の取扱説明書に記載されている。                                 | 2002年12月5日  |
| UTL-005      | タッチペン（大）                                                                                 | ニンテンドーDSi LL付属のタッチペン（大）と同一規格品でWii Uに合わせた専用色（水色と白のツートンカラー）となっている。任天堂オンラインで単品販売もしている。 |                |

## ソフトウェア
任天堂タイトルについてはニンテンドー3DS同様、原則としてパッケージ版とダウンロード版が用意される。特にダウンロード版はNintendo Network Premiumの対象となる。

### 本体同時発売タイトル
日本国内でWii U本体と同時発売のソフト。全11タイトル。
- New スーパーマリオブラザーズ U（任天堂）
- Nintendo Land（任天堂）
- FIFA13 ワールドクラスサッカー（エレクトロニック・アーツ）
- Mass Effect 3 特別版（エレクトロニック・アーツ）
- モンスターハンター3（トライ）G HD Ver.（カプコン）
- NINJA GAIDEN 3: Razor's Edge（コーエーテクモゲームス）
- 無双OROCHI2 Hyper（コーエーテクモゲームス）
- 鉄拳タッグトーナメント2 Wii U エディション（バンダイナムコゲームス）
- アサシン クリード III（ユービーアイソフト）
- ZombiU（ユービーアイソフト）
- バットマン：アーカム・シティ アーマードエディション（ワーナー・エンターテインメント・ジャパン）

### 日本で100万本以上を販売したソフト
全てのソフトが任天堂からの発売。
- New スーパーマリオブラザーズ U
- マリオカート8
- スプラトゥーン
- スーパーマリオメーカー

### 配信されたゲーム以外のタイトル
| 配信日         | 配信日         | 配信日         | タイトル                       | 発売元                 | 備考 |
| 日本           | 北米           | 欧州           | タイトル                       | 発売元                 | 備考 |
| -------------- | -------------- | -------------- | ------------------------------ | ---------------------- | --- |
| 2012年12月08日 | 2012年11月21日 | 2012年11月30日 | YouTube                        | Google                 | 無料、2022年4月28日に配信終了、同年10月28日に任天堂側の方針によりサービス終了。                           |
| 2012年12月08日 | 未発売         | 未発売         | ニコニコ                       | ドワンゴ               | 無料、2019年10月28日に配信終了、同年11月28日にサービス終了。                                              |
| 2012年12月08日 | 2012年11月21日 | 未発売         | Hulu                           | フールー・ジャパン     | 無料、配布終了済み、2020年に原因不明の不具合により予定より若干早くサービス終了。                          |
| 2013年02月06日 | 2013年2月14日  | 2013年2月14日  | Wii Street U powered by Google | 任天堂                 | 2013年10月31日までは無料。 2016年2月29日に販売終了、同年4月1日にサービス終了。                            |
| 2013年04月27日 | 2013年4月26日  | 2013年4月27日  | Wii U Panorama View            | 任天堂                 | 『予告編』は無料。『京の町ゆく人力車』『鳥の飛行隊』『リオでカーニバル!』『ロンドンバスでいこう』が有料。 |
| 2013年08月01日 | 未発売         | 未発売         | バンダイチャンネル             | バンダイナムコゲームス | 無料、2016年2月29日に販売終了。                                                                           |
| 2013年08月08日 | 未発売         | 未発売         | 出前館                         | 夢の街創造委員会       | 無料、2017年2月22日に販売終了。                                                                           |
| 2013年9月5日   | 2012年11月21日 | 2012年11月30日 | Uplay                          | Ubisoft                | 配信終了済み。                                                                                            |
| 2014年11月06日 |                |                | PIKMIN Short Movies HD         | 任天堂                 | 配信終了済み、現在はYouTubeで公開中。                                                                     |
| 2015年02月25日 | 未発売         | 未発売         | 楽天SHOWTIME                   | 楽天ショウタイム       | 無料。2018年8月28日に配信終了、同年9月4日にサービス終了。                                                 |
| 2015年04月01日 | 未発売         | 未発売         | YNN                            | 吉本興業               | 無料、2017年10月25日に配信終了、同年11月30日にサービス終了。                                              |
| 2015年09月02日 | 2012年11月21日 | 2012年11月30日 | Netflix                        | NETFLIX,Inc.           | 無料、2020年12月31日に配信終了、2021年にサービス終了。                                                    |
| 2016年09月21日 | 2012年11月21日 | 未発売         | Amazonビデオ                   | Amazon.com             | 無料、配信・サービス終了済み。                                                                            |
| 未発売         | 2014年12月25日 | 2015年1月5日   | Crunchyroll                    | Crunchyroll            | |
| 未発売         | 2015年7月9日   | 未発売         | Keytari: 8-bit Music Maker     | Famous Gamous          | |
| 未発売         | 2015年8月28日  | 未発売         | WatchUp: Your Daily News Cast  | Watchup                | |
| 未発売         | 2016年3月10日  | 未発売         | Rhapsody: Music & Radio        | Rhapsody Team          | |
| 未発売         | 未発売         | 2012年11月30日 | LoveFilm                       | LoveFilm               | |
| 未発売         | 未発売         | 2015年11月17日 | Napster                        | Napster                | |
| 未発売         | 未発売         | 2016年1月28日  | Sense by Play.me               | d-mobilelab            | |

## 販促
2014年12月25日より、任天堂と京都市に本拠を持つ劇団であるヨーロッパ企画とのコラボ企画により、Wii U販促映像として『アダムちゃん 〜宇宙人が京都にホームステイ〜』を特設サイト及び任天堂公式YouTubeチャンネルで公開している。

## 反響
累計1億台以上出荷したWiiの後継機であり、主にリビングに置かれたテレビを使用せずに据置ゲーム機で遊ぶというWiiの欠点の解消を図った本機も期待され、2012年末の発売直後は好調だった。しかし発売後しばらくしてもWii U専用ソフトが少なかったことや、コントローラなどのユーザーインターフェースを刷新したWiiよりもインパクト・真新しさが欠けていたなどの要因から、Wiiからの買い替えが進まず2013年に入ると販売が急失速。Wii Uの開発プロトコルはXbox 360とほぼ同じであるため、次世代規格の64bitCPUを採用したPS4/Xbox Oneと互換性を合わせにくい問題もあった。また、Wii Uの目玉だったWii U GamePadはWiiリモコンと比べて元から印象が悪かっただけでなく価格が高く、本体とのセット価格は歴代ハードと比べても高く見えたため普及の足かせになった。これらの理由による販売不振を受けてサードパーティがソフト投入を様子見する傾向が強まり悪循環となった。
そのため経営方針の説明会などで値下げについての質問が出るが、当時の社長である岩田は日本での値下げについて次のように否定した。
- 「Wii Uについては、すでに価格的には製造原価に対して、かなり踏み込んだ価格でご提案しておりますので、値下げという選択肢は予定しておりません。この点はあらかじめ明確にしておきたいと思います。このことは、ニンテンドー3DSの反省を活かすという意味でも、あらかじめお知らせしたとおりです[86]。」(2013年1月)
- 「収支のバランスを崩している今の任天堂が、単純に値下げで事態を打開するという選択肢はあり得ません[87]。」(2014年1月)
- 「製造コストが高いので、低価格モデルの開発は難しい。また、今の任天堂は赤字になってでも値下げを断行する状態にない[88]。」(2015年2月)

2015年に自社新規タイトルの『スプラトゥーン』がヒット作となり日本でのみ売上が伸びたものの、2014年3月期まで3期連続営業赤字となるなど経営立て直しに専念していた時期だったため、Wii U増産には消極的だった。スプラトゥーンのヒット後、2016年2月頃から品薄状態が続き需要が高まっていたが
、問屋にも入荷台数が極端に少ない状況が続き、品薄で入手困難な状況は生産が終了されるまで続いた。スプラトゥーン、スーパーマリオメーカーのヒットにより、2015年3月時点で、233万台だったWii U本体の国内累計販売台数が2016年3月には、313万台にまで増加した。2016年からは次世代ハードウェアであるNintendo Switchが注目され始め、伸びていた売上も低迷した。
2016年4月28日に開催された決算説明会で、平成29年3月期（2016年4月～2017年3月）のWii U本体出荷台数を80万台と発表。日本国内向けには、20万台が割り当てられた。
こうして2016年11月11日にWii Uの本体を日本国内で近く生産を終了する予定という発表が任天堂の公式サイトに掲載され、Nintendo Switchに経営を切り替えた。
生産終了の発表後、ネット通販サイトでは価格が高騰し、定価を上回る価格で販売された。任天堂は「ネットの（「Wii U」の生産中止を惜しむ）声は承知していますが、今後、『Wii U』を再生産する予定はありません」とした。
そして、2017年1月31日に日本国内での生産終了を発表した。公式修理サポートについても2024年7月3日に終了したことが発表された。